# Tsar Kolokol

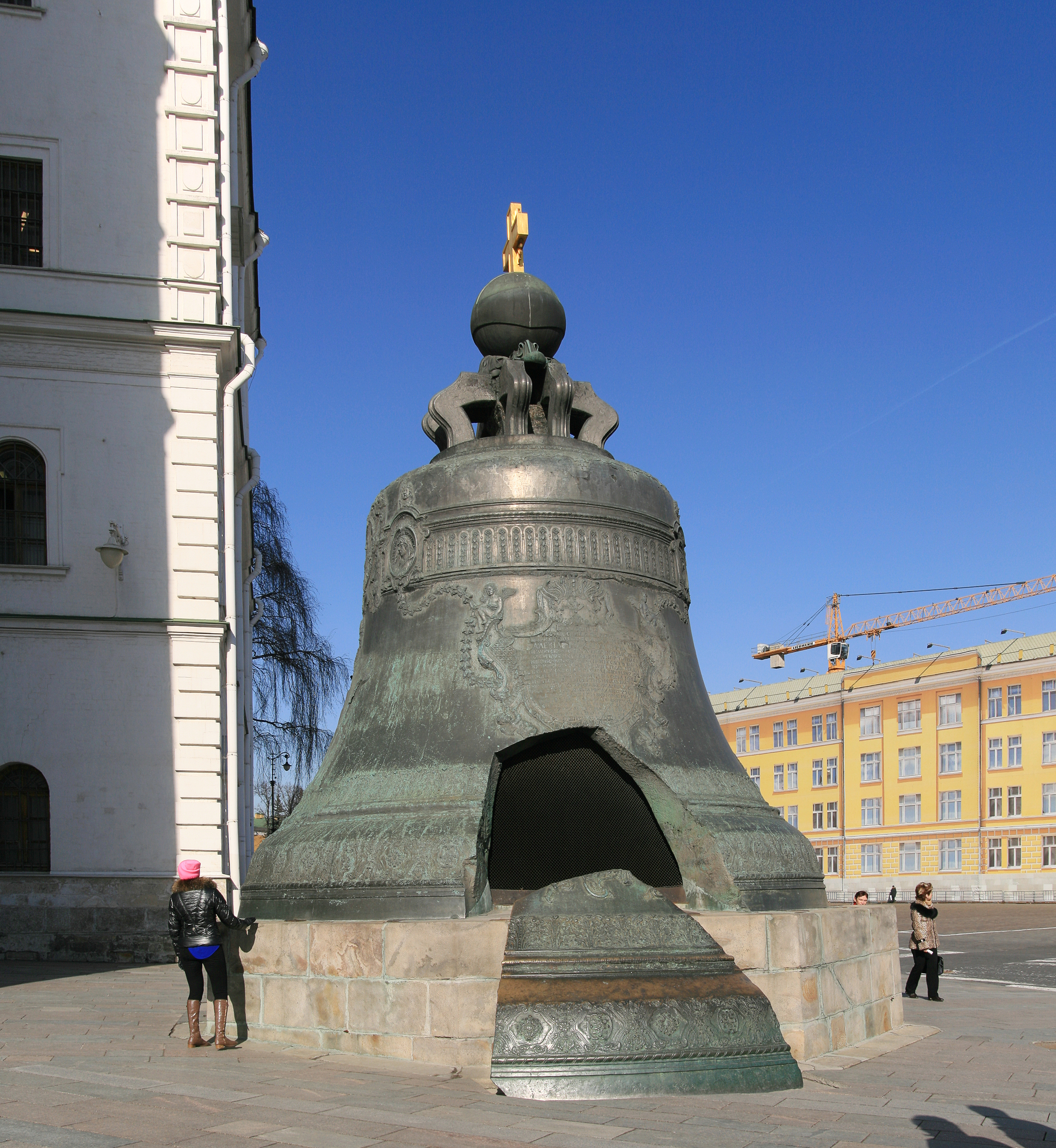
O Tsar Kolokol

Tsar Kolokol (Russo: Царь–колокол, literalmente "Sino Tsar" ou Tsar dos sinos) é o maior sino do mundo. Fundido em bronze, pesa 222 toneladas, com uma altura de 6,14m e um diâmetro de 6,6m. Foi criado por Ivan Motorin e seu filho Mikhail em 1733–1735, mestres artesãos que supervisionaram uma equipe de 200 homens, a pedido da imperatriz Ana. Ornamentos, pinturas e inscrições foram feitas por V. Kobelev, P. Galkin, P. Kokhtev, P. Serebryakov e P. Lukovnikov.
O sino foi quebrado por um incêndio em 1737: um pedaço de 11 toneladas e meia separou-se dele. Ainda estava no seu poço de fundição, quando o choque térmico entre o fogo e a água de extinção foi-lhe fatal. Foi em 1836, que o sino Tsar Kolokol foi exumado da sua cova  pelo arquiteto Auguste de Montferrand Ricard, e depositado na sua actual localização, junto à torre de Ivan, o Grande no Kremlin de Moscovo, onde está exibido publicamente.
O Tsar Kolokol sucedeu a dois outros sinos que foram chamados tsar de todos os sinos: o primeiro no início do século XVII, o segundo em 1654, pesava cerca de 130 toneladas, e foi destruído em 1701. Parece que os sinos foram destruídos, a fim de fundi-los em maior, até a terceira geração.
A palavra 'Tsar' (o mesmo que Czar, título de monarcas russos de 1546 a 1917) refere-se, nesse caso, à prática russa de construir objetos muito grandes de várias formas (como a Tsar Bomba, a maior bomba termonuclear já construída, ou o Tsar Tanque, um tanque imenso e de complicado manejo) como uma exibição de habilidade e poder. No entanto, é duvidoso que a origem deste nome seja russo, já que as chamadas realizações quase sempre permaneceram inúteis.

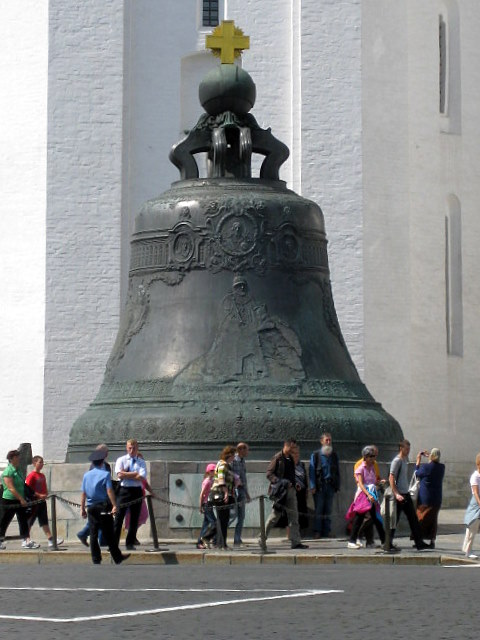
O Tsar Kolokol com humanos para perspectiva – peça quebrada está à esquerda, fora de vista